# Arbieto
Arbieto es una pequeña localidad y municipio de Bolivia, ubicado en la provincia de Esteban Arze del departamento de Cochabamba. Está distante 39 km al sudeste de la ciudad de Cochabamba, en el Valle Alto de Cochabamba. A tres kilómetros al sur de la localidad está el embalse La Angostura.

## Demografía
De acuerdo con el censo boliviano de 2024, la población del municipio de Arbieto es de 30 454 habitantes.
La población del municipio se cuadriplicó entre 1992 y 2024, mientras que la población de la localidad ha aumentado varias veces entre 1992 y 2012:
| Año  | Habitantes (municipio) | Habitantes (localidad) | Fuente     |
| ---- | ---------------------- | ---------------------- | ---------- |
| 1992 | 7.816                  | 970                    | Censo 1992 |
| 2001 | 9.438                  | 1.347                  | Censo 2001 |
| 2012 | 17.352                 | 5.335                  | Censo 2012 |
| 2024 | 30.454                 |                        | Censo 2024 |

## Transporte
Arbieto se ubica a 39 kilómetros por carretera al sureste de Cochabamba, la capital del departamento.
Desde Cochabamba, la carretera asfaltada Ruta 7 conduce al sureste durante 18 km hasta la presa La Angostura, y desde allí un camino rural otros 18 kilómetros al sur hasta Tarata. Desde Tarata hay otros tres kilómetros de carretera rural hacia el norte hasta llegar a Arbieto.